# Liège-Bastogne-Liège 2017
La 103e édition de Liège-Bastogne-Liège a lieu le 23 avril 2017. Elle fait partie du calendrier UCI World Tour 2017 en catégorie 1.UWT.

## Parcours
Pour cette édition, des travaux empêchent le passage à Stavelot. Par conséquent, la trilogie traditionnelle des côtes de Wanne, de Stockeu et de la Haute-Levée est abandonnée au profit d'un parcours situé plus à l'est qui passera par Malmedy et empruntera les côtes de Pont, de Bellevaux et de la Ferme Libert, trois ascensions inédites dans l'histoire de l'épreuve. Le final de l'épreuve reste toutefois inchangé.
| Num | Nom                          | km    | Longueur (m) | Pente moyenne | km de l'arrivée |
| --- | ---------------------------- | ----- | ------------ | ------------- | --------------- |
| 1   | Côte de la Roche-en-Ardenne  | 70    | 2 800        | 6,2 %         | 188             |
| 2   | Côte de Saint-Roch           | 116   | 1 000        | 11,2 %        | 142             |
| 3   | Côte de Pont                 | 168   | 1 000        | 10,5 %        | 90              |
| 4   | Côte de Bellevaux            | 172   | 1 100        | 6,8 %         | 86              |
| 5   | Côte de la ferme Libert      | 180   | 1 200        | 12,1 %        | 78              |
| 6   | Col du Rosier                | 198   | 4 400        | 5,9 %         | 60              |
| 7   | Côte du Maquisard            | 211   | 3 000        | 5 %           | 47              |
| 8   | Côte de La Redoute           | 222,5 | 2 000        | 8,9 %         | 35,5            |
| 9   | Côte de la Roche aux faucons | 239   | 1 300        | 11 %          | 19              |
| 9   | Côte de Saint-Nicolas        | 252,5 | 1 200        | 8,6 %         | 5,5             |

## Équipes
| WorldTeams (18)- AG2R La Mondiale - Astana - Bahrain-Merida - BMC Racing Team - Bora-Hansgrohe - Cannondale-Drapac - Dimension Data - FDJ - Katusha-Alpecin - Lotto NL-Jumbo - Lotto-Soudal - Movistar Team - Orica-Scott - Quick-Step Floors - Sky - Team Sunweb - Trek-Segafredo - UAE Team Emirates Équipes continentales professionnelles (7)- Aqua Blue Sport - Cofidis, Solutions Crédits - Direct Énergie - Roompot-Nederlandse Loterij - Sport Vlaanderen-Baloise - WB-Veranclassic-Aqua Protect - Wanty-Groupe Gobert |
| |

## Déroulement de la course
Huit coureurs partent pour une échappée au long cours et comptent jusqu'à 13 minutes d'avance sur le peloton. Ce groupe est formé par Tiago Machado (Katusha), Anthony Perez et Stéphane Rossetto (Cofidis), Mekseb Debesay (Dimension Data), Bart De Clercq (Lotto-Soudal), Nick van der Lijke (Roompot-Nederlandse Loterij), Fabien Grellier (Direct Énergie) et Aaron Gate (Aqua Blue Sport). Ce groupe finit de se désintégrer dans la côte de la Redoute à la suite d'une attaque d'Anthony Perez qui lâche ses compagnons. Le peloton emmené par les équipiers Astana d'Alejandro Valverde pointe alors à 4 minutes. Dans la côte de la Roche-aux-faucons, Antony Perez se fait rattraper et dépasser par son compatriote et coéquipier Stéphane Rossetto. Ce dernier est rejoint sur le pont d'Ougrée franchissant la Meuse par Tim Wellens placé en avant-garde du peloton. Regroupement général au pied de la côte de Saint-Nicolas qui, toutefois, ne décide pas du sort de la course malgré quelques escarmouches sans conséquence. C'est dans le dernier kilomètre et la montée vers Ans que la course se joue enfin. L'Irlandais Dan Martin (Quick Step) attaque, prend quelques longueurs mais il est finalement repris par Alejandro Valverde qui franchit la ligne d'arrivée en vainqueur. C'est la quatrième victoire à la Doyenne pour le vétéran espagnol de 37 ans qui devient second au palmarès de l'épreuve derrière Eddy Merckx, vainqueur à cinq reprises.

## Classement final
| \| Classement général \| Classement général \| Classement général \| Classement général \| Classement général \| \| Coureur \| Coureur \| Pays \| Équipe \| Temps \| \| ------------------ \| ------------------ \| ------------------ \| -------------------------- \| ------------------ \| \| 1er \| Alejandro Valverde \| Espagne \| Movistar Team \| 6 h 24 min 27 s \| \| 2e \| Dan Martin \| Irlande \| Quick-Step Floors \| + 0 s \| \| 3e \| Michał Kwiatkowski \| Pologne \| Team Sky \| + 3 s \| \| 4e \| Michael Matthews \| Australie \| Team Sunweb \| + 3 s \| \| 5e \| Ion Izagirre \| Espagne \| Bahrain-Merida \| + 3 s \| \| 6e \| Romain Bardet \| France \| AG2R La Mondiale \| + 3 s \| \| 7e \| Michael Albasini \| Suisse \| Orica-Scott \| + 3 s \| \| 8e \| Adam Yates \| Royaume-Uni \| Orica-Scott \| + 7 s \| \| 9e \| Michael Woods \| Canada \| Cannondale-Drapac \| + 7 s \| \| 10e \| Rafał Majka \| Pologne \| Bora-Hansgrohe \| + 7 s \| \| 11e \| Greg Van Avermaet \| Belgique \| BMC Racing Team \| + 7 s \| \| 12e \| Domenico Pozzovivo \| Italie \| AG2R La Mondiale \| + 7 s \| \| 13e \| Sergio Henao \| Colombie \| Team Sky \| + 7 s \| \| 14e \| Rui Costa \| Portugal \| UAE Team Emirates \| + 10 s \| \| 15e \| Jakob Fuglsang \| Danemark \| Astana \| + 10 s \| \| 16e \| Fabio Felline \| Italie \| Trek-Segafredo \| + 14 s \| \| 17e \| Rudy Molard \| France \| FDJ \| + 14 s \| \| 18e \| Julien Simon \| France \| Cofidis, Solutions Crédits \| + 14 s \| \| 19e \| Jelle Vanendert \| Belgique \| Lotto-Soudal \| + 14 s \| \| 20e \| Patrick Konrad \| Autriche \| Bora-Hansgrohe \| + 14 s \| |                    |             |                            |                 |
| |                    |             |                            |                 |
| Source : ProCyclingStats |                    |             |                            |                 |
| Classement général |                    |             |                            |                 |
| Coureur | Coureur            | Pays        | Équipe                     | Temps           |
| 1er | Alejandro Valverde | Espagne     | Movistar Team              | 6 h 24 min 27 s |
| 2e | Dan Martin         | Irlande     | Quick-Step Floors          | + 0 s           |
| 3e | Michał Kwiatkowski | Pologne     | Team Sky                   | + 3 s           |
| 4e | Michael Matthews   | Australie   | Team Sunweb                | + 3 s           |
| 5e | Ion Izagirre       | Espagne     | Bahrain-Merida             | + 3 s           |
| 6e | Romain Bardet      | France      | AG2R La Mondiale           | + 3 s           |
| 7e | Michael Albasini   | Suisse      | Orica-Scott                | + 3 s           |
| 8e | Adam Yates         | Royaume-Uni | Orica-Scott                | + 7 s           |
| 9e | Michael Woods      | Canada      | Cannondale-Drapac          | + 7 s           |
| 10e | Rafał Majka        | Pologne     | Bora-Hansgrohe             | + 7 s           |
| 11e | Greg Van Avermaet  | Belgique    | BMC Racing Team            | + 7 s           |
| 12e | Domenico Pozzovivo | Italie      | AG2R La Mondiale           | + 7 s           |
| 13e | Sergio Henao       | Colombie    | Team Sky                   | + 7 s           |
| 14e | Rui Costa          | Portugal    | UAE Team Emirates          | + 10 s          |
| 15e | Jakob Fuglsang     | Danemark    | Astana                     | + 10 s          |
| 16e | Fabio Felline      | Italie      | Trek-Segafredo             | + 14 s          |
| 17e | Rudy Molard        | France      | FDJ                        | + 14 s          |
| 18e | Julien Simon       | France      | Cofidis, Solutions Crédits | + 14 s          |
| 19e | Jelle Vanendert    | Belgique    | Lotto-Soudal               | + 14 s          |
| 20e | Patrick Konrad     | Autriche    | Bora-Hansgrohe             | + 14 s          |

## Liste des participants
- Liste de départ complète

| Légende | Légende                                                                    | Légende | Légende                                                    |
| ------- | -------------------------------------------------------------------------- | ------- | ---------------------------------------------------------- |
| Num     | Dossard de départ porté par le coureur sur ce Liège-Bastogne-Liège         | Pos     | Position à l'arrivée de la course                          |
|         | Indique un maillot de champion national ou mondial, suivi de sa spécialité | NP      | Indique un coureur qui n'a pas pris le départ de la course |
| AB      | Indique un coureur qui n'a pas terminé la course                           | HD      | Indique un coureur qui a terminé la course hors des délais |

| Sky SKY             | Sky SKY                  | Sky SKY |
| ------------------- | ------------------------ | ------- |
| Num                 | Coureur                  | Pos     |
| 1                   | Michał Kwiatkowski (POL) | 3e      |
| 2                   | Tao Geoghegan Hart (GBR) | 102e    |
| 3                   | Michał Gołaś (POL)       | 104e    |
| 4                   | Sebastián Henao (COL)    | 89e     |
| 5                   | Sergio Henao (COL)       | 13e     |
| 6                   | Peter Kennaugh (GBR)     | AB      |
| 7                   | Gianni Moscon (ITA)      | 78e     |
| 8                   | Diego Rosa (ITA)         | 79e     |
| Directeur sportif : |                          |         |

| Orica-Scott ORS                   | Orica-Scott ORS               | Orica-Scott ORS |
| --------------------------------- | ----------------------------- | --------------- |
| Num                               | Coureur                       | Pos             |
| 11                                | Simon Gerrans (AUS)           | 139e            |
| 12                                | Michael Albasini (SUI)        | 7e              |
| 13                                | Damien Howson (AUS)           | AB              |
| 14                                | Daryl Impey (RSA)             | AB              |
| 15                                | Christopher Juul Jensen (DEN) | AB              |
| 16                                | Roman Kreuziger (CZE)         | 27e             |
| 17                                | Adam Yates (GBR)              | 8e              |
| 18                                | Simon Yates (GBR)             | 153e            |
| Directeur sportif : Matthew White |                               |                 |

| UAE Emirates UAD                  | UAE Emirates UAD     | UAE Emirates UAD |
| --------------------------------- | -------------------- | ---------------- |
| Num                               | Coureur              | Pos              |
| 21                                | Rui Costa (POR)      | 14e              |
| 22                                | Matteo Bono (ITA)    | 126e             |
| 23                                | Louis Meintjes (RSA) | 48e              |
| 24                                | Matej Mohorič (SLO)  | 93e              |
| 25                                | Manuele Mori (ITA)   | 73e              |
| 26                                | Simone Petilli (ITA) | 36e              |
| 27                                | Oliviero Troia (ITA) | AB               |
| 28                                | Diego Ulissi (ITA)   | 30e              |
| Directeur sportif : Marco Marzano |                      |                  |

| BMC Racing BMC                   | BMC Racing BMC             | BMC Racing BMC |
| -------------------------------- | -------------------------- | -------------- |
| Num                              | Coureur                    | Pos            |
| 31                               | Greg Van Avermaet (BEL)    | 11e            |
| 32                               | Damiano Caruso (ITA)       | 31e            |
| 33                               | Alessandro De Marchi (ITA) | 80e            |
| 35                               | Amaël Moinard (FRA)        | 106e           |
| 36                               | Samuel Sánchez (ESP)       | 52e            |
| 37                               | Michael Schär (SUI)        | AB             |
| 38                               | Dylan Teuns (BEL)          | 24e            |
| 39                               | Floris Gerts (NED)         | AB             |
| Directeur sportif : Valerio Piva |                            |                |

| Katusha-Alpecin KAT                    | Katusha-Alpecin KAT      | Katusha-Alpecin KAT |
| -------------------------------------- | ------------------------ | ------------------- |
| Num                                    | Coureur                  | Pos                 |
| 41                                     | Maurits Lammertink (NED) | 44e                 |
| 42                                     | José Gonçalves (POR)     | 51e                 |
| 44                                     | Pavel Kochetkov (RUS)    | 46e                 |
| 45                                     | Alberto Losada (ESP)     | 114e                |
| 46                                     | Matvey Mamykin (RUS)     | 132e                |
| 47                                     | Rein Taaramäe (EST)      | 151e                |
| 48                                     | Ángel Vicioso (ESP)      | 115e                |
| 49                                     | Tiago Machado (POR)      | 64e                 |
| Directeur sportif : Guennadi Mikhailov |                          |                     |

| Sunweb SUN                       | Sunweb SUN                 | Sunweb SUN |
| -------------------------------- | -------------------------- | ---------- |
| Num                              | Coureur                    | Pos        |
| 51                               | Warren Barguil (FRA)       | 38e        |
| 52                               | Tom Dumoulin (NED)         | 22e        |
| 54                               | Lennard Hofstede (NED)     | 103e       |
| 55                               | Michael Matthews (AUS)     | 4e         |
| 56                               | Sam Oomen (NED)            | 47e        |
| 57                               | Sindre Lunke (NOR)         | AB         |
| 58                               | Albert Timmer (NED)        | AB         |
| 59                               | Søren Kragh Andersen (DEN) | AB         |
| Directeur sportif : Aike Visbeek |                            |            |

| Trek-Segafredo TFS               | Trek-Segafredo TFS             | Trek-Segafredo TFS |
| -------------------------------- | ------------------------------ | ------------------ |
| Num                              | Coureur                        | Pos                |
| 61                               | Jarlinson Pantano (COL)        | 53e                |
| 62                               | Fumiyuki Beppu (JPN)           | AB                 |
| 63                               | André Cardoso (POR)            | 69e                |
| 64                               | Gregory Daniel (USA)           | AB                 |
| 65                               | Fabio Felline (ITA)            | 16e                |
| 66                               | Michael Gogl (AUT)             | 26e                |
| 67                               | Ruben Guerreiro (POR)          | 88e                |
| 68                               | Jesús Hernández Blázquez (ESP) | AB                 |
| Directeur sportif : Kim Andersen |                                |                    |

| Astana AST                           | Astana AST              | Astana AST |
| ------------------------------------ | ----------------------- | ---------- |
| Num                                  | Coureur                 | Pos        |
| 71                                   | Jakob Fuglsang (DEN)    | 15e        |
| 72                                   | Peio Bilbao (ESP)       | 58e        |
| 73                                   | Andriy Grivko (UKR)     | 137e       |
| 74                                   | Tanel Kangert (EST)     | 54e        |
| 75                                   | Alexey Lutsenko (KAZ)   | 98e        |
| 76                                   | Luis León Sánchez (ESP) | AB         |
| 77                                   | Nikita Stalnov (KAZ)    | AB         |
| 80                                   | Dario Cataldo (ITA)     | AB         |
| Directeur sportif : Bruno Cenghialta |                         |            |

| Wanty-Groupe Gobert WGG                      | Wanty-Groupe Gobert WGG | Wanty-Groupe Gobert WGG |
| -------------------------------------------- | ----------------------- | ----------------------- |
| Num                                          | Coureur                 | Pos                     |
| 81                                           | Jérôme Baugnies (BEL)   | AB                      |
| 82                                           | Thomas Degand (BEL)     | 65e                     |
| 83                                           | Fabien Doubey (FRA)     | AB                      |
| 84                                           | Guillaume Martin (FRA)  | 94e                     |
| 85                                           | Xandro Meurisse (BEL)   | AB                      |
| 86                                           | Marco Minnaard (NED)    | 127e                    |
| 87                                           | Andrea Pasqualon (ITA)  | 121e                    |
| 88                                           | Dion Smith (NZL)        | 76e                     |
| Directeur sportif : Hilaire Van der Schueren |                         |                         |

| AG2R La Mondiale ALM              | AG2R La Mondiale ALM     | AG2R La Mondiale ALM |
| --------------------------------- | ------------------------ | -------------------- |
| Num                               | Coureur                  | Pos                  |
| 91                                | Romain Bardet (FRA)      | 6e                   |
| 92                                | Mikaël Cherel (FRA)      | 87e                  |
| 93                                | Axel Domont (FRA)        | AB                   |
| 94                                | Cyril Gautier (FRA)      | 49e                  |
| 95                                | Quentin Jauregui (FRA)   | 147e                 |
| 96                                | Pierre Latour (FRA)      | 146e                 |
| 97                                | Domenico Pozzovivo (ITA) | 12e                  |
| 98                                | Alexis Vuillermoz (FRA)  | 29e                  |
| Directeur sportif : Julien Jurdie |                          |                      |

| Bora-Hansgrohe BOH                   | Bora-Hansgrohe BOH      | Bora-Hansgrohe BOH |
| ------------------------------------ | ----------------------- | ------------------ |
| Num                                  | Coureur                 | Pos                |
| 101                                  | Rafał Majka (POL)       | 10e                |
| 102                                  | Cesare Benedetti (ITA)  | 105e               |
| 103                                  | Patrick Konrad (AUT)    | 20e                |
| 104                                  | Jay McCarthy (AUS)      | 33e                |
| 105                                  | José Mendes (POR)       | 100e               |
| 106                                  | Gregor Mühlberger (AUT) | 63e                |
| 107                                  | Lukas Pöstlberger (AUT) | 107e               |
| 108                                  | Paweł Poljański (POL)   | 70e                |
| Directeur sportif : Steffen Radochla |                         |                    |

| Movistar MOV                          | Movistar MOV             | Movistar MOV |
| ------------------------------------- | ------------------------ | ------------ |
| Num                                   | Coureur                  | Pos          |
| 111                                   | Alejandro Valverde (ESP) | 1er          |
| 112                                   | Carlos Betancur (COL)    | 74e          |
| 113                                   | Imanol Erviti (ESP)      | 134e         |
| 114                                   | Jesús Herrada (ESP)      | 116e         |
| 115                                   | Daniel Moreno (ESP)      | 28e          |
| 116                                   | José Joaquín Rojas (ESP) | 59e          |
| 117                                   | Marc Soler (ESP)         | AB           |
| 118                                   | Rory Sutherland (AUS)    | 111e         |
| Directeur sportif : José Luis Arrieta |                          |              |

| Cofidis COF                     | Cofidis COF               | Cofidis COF |
| ------------------------------- | ------------------------- | ----------- |
| Num                             | Coureur                   | Pos         |
| 121                             | Luis Ángel Maté (ESP)     | 99e         |
| 122                             | Yoann Bagot (FRA)         | 77e         |
| 123                             | Guillaume Bonnafond (FRA) | 133e        |
| 124                             | Jérôme Cousin (FRA)       | AB          |
| 125                             | Nicolas Edet (FRA)        | 152e        |
| 126                             | Anthony Perez (FRA)       | 117e        |
| 127                             | Stéphane Rossetto (FRA)   | 61e         |
| 128                             | Julien Simon (FRA)        | 18e         |
| Directeur sportif : Didier Rous |                           |             |

| Dimension Data DDD                 | Dimension Data DDD               | Dimension Data DDD |
| ---------------------------------- | -------------------------------- | ------------------ |
| Num                                | Coureur                          | Pos                |
| 131                                | Serge Pauwels (BEL)              | 50e                |
| 132                                | Igor Antón (ESP)                 | 43e                |
| 133                                | Mekseb Debesay (ERI)             | AB                 |
| 134                                | Omar Fraile (ESP)                | 25e                |
| 135                                | Nathan Haas (AUS)                | 62e                |
| 136                                | Jacques Janse van Rensburg (RSA) | 41e                |
| 137                                | Ben O'Connor (NZL)               | AB                 |
| 138                                | Jacobus Venter (RSA)             | 140e               |
| Directeur sportif : Oliver Cookson |                                  |                    |

| Cannondale-Drapac CDT                  | Cannondale-Drapac CDT   | Cannondale-Drapac CDT |
| -------------------------------------- | ----------------------- | --------------------- |
| Num                                    | Coureur                 | Pos                   |
| 141                                    | Rigoberto Urán (COL)    | 21e                   |
| 142                                    | Simon Clarke (AUS)      | 66e                   |
| 143                                    | Davide Formolo (ITA)    | 23e                   |
| 144                                    | Alex Howes (USA)        | 68e                   |
| 145                                    | Toms Skujiņš (LAT)      | 107e                  |
| 146                                    | Tom-Jelte Slagter (NED) | 45e                   |
| 147                                    | Davide Villella (ITA)   | 39e                   |
| 148                                    | Michael Woods (CAN)     | 9e                    |
| Directeur sportif : Juan Manuel Gárate |                         |                       |

| Lotto-Soudal LTS                  | Lotto-Soudal LTS         | Lotto-Soudal LTS |
| --------------------------------- | ------------------------ | ---------------- |
| Num                               | Coureur                  | Pos              |
| 151                               | Tim Wellens (BEL)        | 35e              |
| 152                               | Sean De Bie (BEL)        | AB               |
| 153                               | Bart De Clercq (BEL)     | 81e              |
| 154                               | Thomas De Gendt (BEL)    | AB               |
| 155                               | Tomasz Marczyński (POL)  | 97e              |
| 156                               | Rémy Mertz (BEL)         | 135e             |
| 157                               | Tosh Van der Sande (BEL) | 55e              |
| 158                               | Jelle Vanendert (BEL)    | 17e              |
| Directeur sportif : Herman Frison |                          |                  |

| Quick-Step Floors QST               | Quick-Step Floors QST    | Quick-Step Floors QST |
| ----------------------------------- | ------------------------ | --------------------- |
| Num                                 | Coureur                  | Pos                   |
| 161                                 | Daniel Martin (IRL)      | 2                     |
| 162                                 | Gianluca Brambilla (ITA) | 34e                   |
| 163                                 | Eros Capecchi (ITA)      | AB                    |
| 164                                 | David de la Cruz (ESP)   | 60e                   |
| 165                                 | Laurens De Plus (BEL)    | 92e                   |
| 166                                 | Dries Devenyns (BEL)     | 142e                  |
| 167                                 | Enric Mas (ESP)          | AB                    |
| 168                                 | Petr Vakoč (CZE)         | 148e                  |
| Directeur sportif : Geert Van Bondt |                          |                       |

| Bahrain-Merida TBM                   | Bahrain-Merida TBM      | Bahrain-Merida TBM |
| ------------------------------------ | ----------------------- | ------------------ |
| Num                                  | Coureur                 | Pos                |
| 171                                  | Enrico Gasparotto (ITA) | 37e                |
| 172                                  | Yukiya Arashiro (JPN)   | 95e                |
| 173                                  | Grega Bole (SLO)        | 145e               |
| 174                                  | Tsgabu Grmay (ETH)      | 130e               |
| 175                                  | Ion Izagirre (ESP)      | 5e                 |
| 176                                  | Luka Pibernik (SLO)     | AB                 |
| 177                                  | Giovanni Visconti (ITA) | 72e                |
| 178                                  | Meiyin Wang (CHN)       | AB                 |
| Directeur sportif : Philippe Mauduit |                         |                    |

| Roompot-Nederlandse Loterij RNL   | Roompot-Nederlandse Loterij RNL | Roompot-Nederlandse Loterij RNL |
| --------------------------------- | ------------------------------- | ------------------------------- |
| Num                               | Coureur                         | Pos                             |
| 181                               | Pieter Weening (NED)            | 131e                            |
| 182                               | Martijn Budding (NED)           | AB                              |
| 183                               | Jeroen Meijers (NED)            | 129e                            |
| 184                               | Oscar Riesebeek (NED)           | 141e                            |
| 186                               | Nick van der Lijke (NED)        | 71e                             |
| 187                               | Etienne van Empel (NED)         | AB                              |
| 188                               | Sjoerd van Ginneken (NED)       | AB                              |
| 189                               | Tim Ariesen (NED)               | AB                              |
| Directeur sportif : Erik Breukink |                                 |                                 |

| Lotto NL-Jumbo TLJ                 | Lotto NL-Jumbo TLJ      | Lotto NL-Jumbo TLJ |
| ---------------------------------- | ----------------------- | ------------------ |
| Num                                | Coureur                 | Pos                |
| 191                                | Bram Tankink (NED)      | 83e                |
| 192                                | Enrico Battaglin (ITA)  | 57e                |
| 193                                | Floris De Tier (BEL)    | 42e                |
| 194                                | Steven Lammertink (NED) | AB                 |
| 195                                | Bert-Jan Lindeman (NED) | AB                 |
| 196                                | Paul Martens (GER)      | 101e               |
| 197                                | Antwan Tolhoek (NED)    | 40e                |
| 198                                | Alexey Vermeulen (USA)  | 85e                |
| Directeur sportif : Nico Verhoeven |                         |                    |

| FDJ                             | FDJ                        | FDJ  |
| ------------------------------- | -------------------------- | ---- |
| Num                             | Coureur                    | Pos  |
| 201                             | Arthur Vichot (FRA)        | 86e  |
| 202                             | Arnaud Courteille (FRA)    | 109e |
| 203                             | Odd Christian Eiking (NOR) | 128e |
| 204                             | Rudy Molard (FRA)          | 17e  |
| 205                             | Cédric Pineau (FRA)        | AB   |
| 206                             | Kévin Réza (FRA)           | 110e |
| 207                             | Anthony Roux (FRA)         | 91e  |
| 208                             | Benoît Vaugrenard (FRA)    | 108e |
| Directeur sportif : Marc Madiot |                            |      |

| WB-Veranclassic-Aqua Protect WVA   | WB-Veranclassic-Aqua Protect WVA | WB-Veranclassic-Aqua Protect WVA |
| ---------------------------------- | -------------------------------- | -------------------------------- |
| Num                                | Coureur                          | Pos                              |
| 211                                | Sébastien Delfosse (BEL)         | 96e                              |
| 212                                | Thomas Deruette (BEL)            | AB                               |
| 213                                | Grégory Habeaux (BEL)            | 123e                             |
| 214                                | Christophe Masson (FRA)          | 124e                             |
| 215                                | Olivier Pardini (BEL)            | AB                               |
| 216                                | Dimitri Peyskens (BEL)           | AB                               |
| 217                                | Ludovic Robeet (BEL)             | AB                               |
| 218                                | Antoine Warnier (BEL)            | 119e                             |
| Directeur sportif : Olivier Kaisen |                                  |                                  |

| Direct Énergie DEN                   | Direct Énergie DEN      | Direct Énergie DEN |
| ------------------------------------ | ----------------------- | ------------------ |
| Num                                  | Coureur                 | Pos                |
| 221                                  | Lilian Calmejane (FRA)  | 56e                |
| 222                                  | Fabien Grellier (FRA)   | 82e                |
| 223                                  | Romain Guillemois (FRA) | 144e               |
| 224                                  | Jonathan Hivert (FRA)   | 113e               |
| 225                                  | Bryan Nauleau (FRA)     | 120e               |
| 226                                  | Perrig Quéméneur (FRA)  | 122e               |
| 227                                  | Romain Sicard (FRA)     | 118e               |
| 228                                  | Thomas Voeckler (FRA)   | 112e               |
| Directeur sportif : Benoît Génauzeau |                         |                    |

| Sport Vlaanderen-Baloise SVB          | Sport Vlaanderen-Baloise SVB | Sport Vlaanderen-Baloise SVB |
| ------------------------------------- | ---------------------------- | ---------------------------- |
| Num                                   | Coureur                      | Pos                          |
| 231                                   | Preben Van Hecke (BEL)       | AB                           |
| 232                                   | Aimé De Gendt (BEL)          | 150e                         |
| 233                                   | Benjamin Declercq (BEL)      | 149e                         |
| 234                                   | Kevin Deltombe (BEL)         | AB                           |
| 235                                   | Eliot Lietaer (BEL)          | 75e                          |
| 236                                   | Thomas Sprengers (BEL)       | 84e                          |
| 237                                   | Dries Van Gestel (BEL)       | 125e                         |
| 238                                   | Kenneth Van Rooy (BEL)       | AB                           |
| Directeur sportif : Walter Planckaert |                              |                              |

| Aqua Blue Sport ABS                | Aqua Blue Sport ABS        | Aqua Blue Sport ABS |
| ---------------------------------- | -------------------------- | ------------------- |
| Num                                | Coureur                    | Pos                 |
| 241                                | Lars Petter Nordhaug (NOR) | AB                  |
| 242                                | Mark Christian (GBR)       | 90e                 |
| 243                                | Stefan Denifl (AUT)        | DSQ                 |
| 244                                | Conor Dunne (IRL)          | AB                  |
| 245                                | Aaron Gate (NZL)           | 136e                |
| 246                                | Michel Kreder (NED)        | 143e                |
| 247                                | Daniel Pearson (GBR)       | AB                  |
| 248                                | Lawrence Warbasse (USA)    | 32e                 |
| Directeur sportif : Nicki Sørensen |                            |                     |